# Liste der Kulturdenkmäler in Schaafheim
Die folgende Liste enthält die in der Denkmaltopographie ausgewiesenen Kulturdenkmäler auf dem Gebiet  der Gemeinde Schaafheim, Landkreis Darmstadt-Dieburg, Hessen.
Hinweis: Die Reihenfolge der Denkmäler in dieser Liste orientiert sich zunächst an Ortsteilen und anschließend der Anschrift, alternativ ist sie auch nach der Bezeichnung oder der Bauzeit sortierbar.
Kulturdenkmäler werden fortlaufend im Denkmalverzeichnis des Landes Hessen durch das Landesamt für Denkmalpflege Hessen auf Basis des Hessischen Denkmalschutzgesetzes (HDSchG) geführt. Die Schutzwürdigkeit eines Kulturdenkmals hängt nicht von der Eintragung in das Denkmalverzeichnis des Landes Hessen oder der Veröffentlichung in der Denkmaltopographie ab.

Das Vorhandensein oder Fehlen eines Objekts in dieser Liste ist keine rechtsverbindliche Auskunft darüber, ob es Kulturdenkmal ist oder nicht: Diese Liste entspricht möglicherweise nicht dem aktuellen Stand der offiziellen Denkmaltopographie. Diese ist für Hessen in den entsprechenden Bänden der Denkmaltopographie Bundesrepublik Deutschland und im Internet unter DenkXweb – Kulturdenkmäler in Hessen einsehbar. Auch diese Quellen sind, obwohl sie durch das Landesamt für Denkmalpflege Hessen aktualisiert werden, nicht immer aktuell, da es im Denkmalbestand immer wieder Änderungen gibt.
Eine verbindliche Auskunft erteilt allein das Landesamt für Denkmalpflege Hessen.
Nutze diese Kartenansicht, um Koordinaten in der Liste zu setzen. In dieser Kartenansicht sind Kulturdenkmale ohne Koordinaten mit einem roten bzw. orangen Marker dargestellt und können in der Karte gesetzt werden. Kulturdenkmale ohne Bild sind mit einem blauen bzw. roten Marker gekennzeichnet, Kulturdenkmale mit Bild mit einem grünen bzw. orangen Marker.

## Kulturdenkmäler nach Ortsteilen

### Schaafheim
| Bild                                                                                 | Bezeichnung                           | Lage                                                                  | Beschreibung | Bauzeit                   | Objekt-Nr. |
| ------------------------------------------------------------------------------------ | ------------------------------------- | --------------------------------------------------------------------- | --- | ------------------------- | ---------- |
| Bild gesucht BW                                                                      | Gesamtanlage Schaafheim               | Schaafheim Lage                                                       | |                           |            |
| Zweigeschossiges Gartenhaus                                                          | Zweigeschossiges Gartenhaus           | Schaafheim, Adelungstraße 18 LageFlur: 12, Flurstück: 273/3           | | Ende 18. Jahrhundert      |            |
| Haus                                                                                 | Haus                                  | Schaafheim, Alte Schulgasse 1 LageFlur: 12, Flurstück: 230/1          | Ehemaliges Kantorenhaus und zweite Schule von Schaafheim. Später Schwesternhaus. | 1601/02                   |            |
| Bauernhaus                                                                           | Bauernhaus                            | Schaafheim, Bachgasse 3 LageFlur: 1, Flurstück: 118                   | | Um 1800                   |            |
| Bauernhaus                                                                           | Bauernhaus                            | Schaafheim, Bachgasse 15 LageFlur: 1, Flurstück: 127/2                | | Um 1800                   |            |
| Bauernhaus                                                                           | Bauernhaus                            | Schaafheim, Bachgasse 28 LageFlur: 1, Flurstück: 54                   | | Um 1720                   |            |
| Fachwerkhaus                                                                         | Fachwerkhaus                          | Schaafheim, Friedrich-Ebert-Straße 5 LageFlur: 1, Flurstück: 203      | | Um 1800                   |            |
| Älteres Haus aus Sandsteinblöcken gemauert                                           | Haus                                  | Schaafheim, Im Kreis LageFlur: 12, Flurstück: 206                     | Das Haus befindet sich in einer Ecke der Stadtmauer, daher sind zwei Seiten komplett Stadtmauer. Mitten im Haus befinden sich, freistehend, die Reste eines abgebrochenen, viereckigen, Wachturmes. Früher wurde das Gebäude als Scheune genutzt. |                           |            |
| Erdkeller, isoliert stehend, in Sandstein gefasst                                    | Alleinstehender Sandsteinkeller       | Schaafheim, Im Kreis LageFlur: 12, Flurstück: 56, 57, 217/2           | |                           |            |
| Bild gesucht BW                                                                      | Haus                                  | Schaafheim, Katzengasse 1 LageFlur: 1, Flurstück: 184/1               | | 2. Hälfte 17. Jahrhundert |            |
|                                                                                      |                                       | Schaafheim, Katzengasse 18 LageFlur: 1, Flurstück: 133                | |                           |            |
| Bild gesucht BW                                                                      |                                       | Schaafheim, Katzengasse 18/Bachgasse LageFlur: 1, Flurstück: 133      | |                           |            |
| Ehem. Molkereigebäude                                                                | Ehem. Molkereigebäude                 | Schaafheim, Lindenstraße 21 LageFlur: 1, Flurstück: 294/1             | |                           |            |
| Schule                                                                               | Schule                                | Schaafheim, Lindenstraße 32/34 LageFlur: 1, Flurstück: 311/4          | | 1895                      |            |
| Bild gesucht BW                                                                      | Ziehbrunnen im Pfarrgarten            | Schaafheim, Lutherstraße 3 LageFlur: 1, Flurstück: 38/1               | Jahreszahl am Brunnen eingehauen | 1726                      |            |
| Haus                                                                                 | Haus                                  | Schaafheim, Rathausgasse 3 LageFlur: 1, Flurstück: 197                | Das langgestreckte zweigeschossige traufständige Haus mit rundbogiger Toreinfahrt ist Teil einer ehemaligen Hofreite mit Brauerei (Löwen). Trotz einiger Veränderungen ist das Fachwerkgefüge in seiner regelmäßigen Form des 18. Jahrhunderts erhalten. Wird heute als Erweiterung des Rathauses genutzt |                           |            |
| Bild gesucht BW                                                                      | Wohnhaus                              | Schaafheim, Schlierbacher Weg 1 LageFlur: 2, Flurstück: 51            | Als repräsentatives Wohnhaus des gehobenen Bürgertums der Jahrhundertwende um 1900 steht am Ortsrand in historistischer städtischer Architekturform das zweigeschossige Haus. Besonders die Figurationen des Fachwerkobergeschosses und der Gauben sowie die Sandsteinfenstergewände charakterisieren den Stil. Erbaut vom damaligen Gemeindearzt Dr. Sartorius. | 1890er Jahre              |            |
| Bild gesucht BW                                                                      |                                       | Schaafheim, Schlierbacher Weg 3 LageFlur: 2, Flurstück: 52/4          | |                           |            |
| Wohnhaus                                                                             | Wohnhaus                              | Schaafheim, Spitzengasse 3 LageFlur: 1, Flurstück: 231                | | 17. Jahrhundert           |            |
| schön renoviertes Fachwerkhaus mit Nebengebäude                                      | Fachwerkhaus                          | Schaafheim, Turmgasse 11 LageFlur: 1, Flurstück: 206                  | älteres Fachwerkhaus, renoviert, mit Satteldach und Zwerchhaus |                           |            |
| weitere Bilder                                                                       | Bauernhaus                            | Schaafheim, Weedstraße 2 LageFlur: 1, Flurstück: 43                   | Ältestes Wohnhaus in Schaafheim | Um 1500                   |            |
| Bauernhaus                                                                           | Bauernhaus                            | Schaafheim, Weedstraße 4 LageFlur: 1, Flurstück: 42                   | | 17. Jahrhundert           |            |
| Backhaus                                                                             | Backhaus                              | Schaafheim, Weedstraße 9 LageFlur: 1, Flurstück: 17/1                 | Letztes verbliebenes der drei Gemeindebackhäuser. Wurde in den 1950ern als Kühlhaus genutzt. Heute Museum von Heimatvertriebenen aus Batsch-Sentiwan | 19. Jahrhundert           |            |
| Fachwerkhaus                                                                         | Fachwerkhaus                          | Schaafheim, Weedstraße 12 LageFlur: 1, Flurstück: 30/4                | | Um 1700                   |            |
| weitere Bilder                                                                       | Evangelische Pfarrkirche              | Schaafheim, Weinbergstraße LageFlur: 1, Flurstück: 252                | Klassizistischer Bau nach Plänen von Georg Moller mit Kanzelaltar | 1839–41                   |            |
| Ehemalige Gottesackerkapelle                                                         | Ehemalige Gottesackerkapelle          | Schaafheim LageFlur: 1, Flurstück: 253                                | Dendrologische Prüfung von Dachbalken ergab das Erbauungsjahr 1515, Keller stammt von einem Vorgängerbau. 1570/71 Umbau zur ersten Schule von Schaafheim | 1515                      |            |
| Eine von mehreren Dutzend historischen Grabmalen auf der Ostseite des Kirchenplatzes | Historische Grabmale auf dem Friedhof | Schaafheim LageFlur: 1, Flurstück: 252                                | Östlich, westlich zur Kapelle und nordwestlich zum Pfarrhof befinden sich weit über ein Dutzend historische Grabmale | 18./19. Jahrhundert       |            |
| Bauernhaus                                                                           | Bauernhaus                            | Schaafheim, Wilhelm-Leuschner-Straße 2 LageFlur: 1, Flurstück: 232    | | Ende 17. Jahrhundert      |            |
| weitere Bilder                                                                       | Rathaus                               | Schaafheim, Wilhelm-Leuschner-Straße 3 LageFlur: 1, Flurstück: 197    | Ersetzte das an derselben Stelle stehende Rathaus aus dem 15. Jahrhundert, welches im Dreißigjährigen Krieg niedergebrannt wurde | 1684                      |            |
| Bauernhaus                                                                           | Bauernhaus                            | Schaafheim, Wilhelm-Leuschner-Straße 4 LageFlur: 1, Flurstück: 237/1  | | Ende 18. Jahrhundert      |            |
| Fachwerkhaus                                                                         | Fachwerkhaus                          | Schaafheim, Wilhelm-Leuschner-Straße 10 LageFlur: 1, Flurstück: 173/1 | Ehemalige Gaststätte „Zum Ochsen“ | Um 1800                   |            |
| Bauernhaus mit Torbau                                                                | Bauernhaus mit Torbau                 | Schaafheim, Wilhelm-Leuschner-Straße 15 LageFlur: 1, Flurstück: 148   | | 1792                      |            |
| Stadtmauerreste                                                                      | Stadtmauerreste                       | Schaafheim LageFlur: 1, Flurstück: 90                                 | Reste der Stadtmauer mit Turmstumpf, dieser möglicherweise auch Teil des abgegangenen Schlosses Schaafheim; weitere Stadtmauerreste mit Schießscharten (hier Schlüsselscharte) befinden sich entlang der Turmgasse und wurden 1991 restauriert | 15./16. Jahrhundert       |            |
| Sühnekreuz                                                                           | Sühnekreuz                            | Schaafheim, außerhalb der Ortslage LageFlur: 17, Flurstück: 10        | Sandstein, zur Erinnerung an den Tod eines Treibers einer Fuchsjagd 1878. Im Archiv der ev. Kirche Schaafheim, unter 1878, ist dokumentiert: "Johann Heinrich Winter, jüngster Sohn des Johann Georg Winter IV. und Marie Elisabeth geb. Sauerwein, geboren am 7.2.1859 starb am 27.1.1878 nachmittags, 2 Uhr, zu Schaafheim und wurde daselbst kirchlich zu Grabe getragen. "Von einem Jäger, aus Klein Umstadt, auf der Jagd in hießiger Gemarkung aus Unvorsichtigkeit erschoßen. Alt: 19 Jahre weniger 10 Tage. Unterzeichner: Pfr. Heinemann". | 1878                      |            |

### Mosbach
| Bild                    | Bezeichnung             | Lage                                                             | Beschreibung | Bauzeit                                                       | Objekt-Nr. |
| ----------------------- | ----------------------- | ---------------------------------------------------------------- | --- | ------------------------------------------------------------- | ---------- |
| weitere Bilder          | Schaafheimer Warte      | Mosbach, außerhalb der Ortslage LageFlur: 3, Flurstück: 54       | Unter dem Mainzer Erzbischof und Kurfürst Berthold von Henneberg zur Beobachtung und Kontrolle des Hanauischen Gebiets entlang der Bachgauer Landwehr errichteter Wehrturm. Er sicherte den Übergang des sogenannten Schiffwegs ins Kurmainzer Gebiet. Der Wartturm liegt auf dem 216 m hohen Binselberg und ist 22 m hoch. 1992 wurde er restauriert und wieder besteigbar gemacht. 2008 hat die Gemeinde Schaafheim das Umfeld des Turmes grundlegend neu gestaltet. | 1492                                                          |            |
| Bild gesucht BW         | Kruzifix                | Mosbach, Am Mühlberg, vor Nr. 2 LageFlur: 1, Flurstück: 161/7    | Inschrift: PHILIP Z.CAPITTEL/IM NAMEN LIES V SICH BIEGEN SOLLEN ALLE DEREN KNIE IM HIMMEL UND AVF ERDEN | 18. Jahrhundert                                               |            |
| Fachwerkhaus            | Bauernhaus              | Mosbach, Berliner Straße 4 LageFlur: 1, Flurstück: 164           | | 1. Hälfte 19. Jahrhundert                                     |            |
| Fachwerkhaus            | Fachwerkhaus            | Mosbach, Brunnengasse 1 LageFlur: 1, Flurstück: 175              | | Um 1800                                                       |            |
| Fachwerkhaus (verputzt) |                         | Mosbach, Brunnengasse 3 LageFlur: 1, Flurstück: 181              | |                                                               |            |
| Kommendegebäude         | Kommendegebäude         | Mosbach, Hofgasse 1 LageFlur: 1, Flurstück: 204/3                | An der Stelle eines Nonnenklosters von 827, entstanden im 18. Jahrhundert; Gebäude wurden als Staatsdomäne und Schule genutzt. | 18. Jahrhundert                                               |            |
| Altes Feuerwehrhaus     | Altes Feuerwehrhaus     | Mosbach, Hofgasse 2 LageFlur: 1, Flurstück: 193                  | |                                                               |            |
| weitere Bilder          | Katholische Pfarrkirche | Mosbach, Kirchgasse 1 LageFlur: 1, Flurstück: 191                | | Älteste Teile 2. Hälfte 13. Jahrhundert, Langhaus erbaut 1906 |            |
| Laufbrunnen             | Laufbrunnen             | Mosbach, Kirchgasse LageFlur: 1, Flurstück: 186/1                | | 19. Jahrhundert                                               |            |
| Ehemaliges Rathaus      | Ehemaliges Rathaus      | Mosbach, Obergasse 12 LageFlur: 1, Flurstück: 174                | Oberhalb des Einganges ist die Jahreszahl 1580 eingemeißelt | 1580, Veränderungen um 1800                                   |            |
| Erdkelleranlage         | Erdkelleranlage         | Mosbach, Obergasse 25/29 LageFlur: 1, Flurstück: 214, 215        | | Die Jahreszahl 1533 ist eingemeißelt                          |            |
| Bild gesucht BW         | Bildstock               | Mosbach, Radheimer Straße 1 LageFlur: 1, Flurstück: 93           | |                                                               |            |
| Bildstock               | Bildstock               | Mosbach, Rosenstraße, Ecke Obergasse LageFlur: 2, Flurstück: 216 | Inschrift: ANNO DOMINI 1717 IST DISER BILDSTOCK ZV DER EHR GOTTES VS PETER HOCKEN DIESER ZEIT LANDCHEF AL HIER AVFFGERICHT WORDEN | 1717                                                          |            |
| Kruzifix                | Kruzifix                | Mosbach, Spessartstraße/Rhönstraße LageFlur: 1, Flurstück: 417/1 | Inschrift an der linken Seite: HANS HAS LANDSCHEF 1623 | 1623                                                          |            |
| Grabmal                 | Kruzifix                | Mosbach, Tulpenstraße, Friedhof LageFlur: 1, Flurstück: 567      | Inschrift: Dieses Denkmal ließ errichten Joh: Mich: Geier geboren zu Breilenbrunn bei Stadtprozelten d. 23. Okt. 1776 zum Andenken an seine Gemeinde der er als Seelenhirte am 23. Okt. 1816 – 1. März 1843 vorgestanden hatte gestorben d. 5. April 1843. | 1843                                                          |            |
| Haus mit Nebengebäude   |                         | Mosbach, Wenigumstädter Straße 18 LageFlur: 1, Flurstück: 377    | Haus mit Nebengebäude |                                                               |            |
| weitere Bilder          | Evangelische Kirche     | Mosbach, Wenigumstädter Straße 19 LageFlur: 1, Flurstück: 388    | |                                                               |            |

### Radheim
| Bild                         | Bezeichnung                                       | Lage                                                 | Beschreibung | Bauzeit                                    | Objekt-Nr. |
| ---------------------------- | ------------------------------------------------- | ---------------------------------------------------- | --- | ------------------------------------------ | ---------- |
| Bauernhaus mit Nebengebäuden | Bauernhaus                                        | Radheim, Hauptstraße 22 LageFlur: 1, Flurstück: 26/1 | Verputztes Fachwerkhaus mit Nebengebäuden | Um 1800                                    |            |
| Altes Rathaus                | Ehemaliges Rathaus                                | Radheim, Hauptstraße 40 LageFlur: 1, Flurstück: 49/2 | | Ende 19. Jahrhundert                       |            |
| weitere Bilder               | Ehemalige katholische Filialkirche St. Laurentius | Radheim, Hauptstraße 41 LageFlur: 1, Flurstück: 1/2  | | Langhaus von 1577, Turm aus gotischer Zeit |            |
| Alte Schule                  | Ehemalige Schule                                  | Radheim, Hauptstraße 67 LageFlur: 1, Flurstück: 947  | | Um 1900                                    |            |
| Dorfgemeinschaftshaus        | Dorfgemeinschaftshaus                             | Radheim, Ringstraße 37 LageFlur: 1, Flurstück: 1127  | |                                            |            |
| Pestsäule                    | Pestsäule                                         | Radheim, Ringstraße LageFlur: 1, Flurstück: 1127     | Anschrift: BEST OLLIG IN ROTTHEIM 1625 Die neusten Forschungen lassen Zweifel daran, dass es sich um eine Pestsäule handelt, sondern um ganz allgemein einen Bildstock. Bisher wurde die Inschrift gedeutet als „Die Pest ist all in Radheim“. Doch 1617 ist in einer Liste in Radheim ein Best Olaw bzw. 1650 ist in einer Güterbeschreibung ein Best Olligen belegt (Best ist die damalige Kurzform für Sebastian) | 1625                                       |            |
| Petry-Bildstock              | Petry-Bildstock                                   | Radheim, Ringstraße LageFlur: 1, Flurstück: 1038/3   | | Aufgestellt: 19. April 1760                |            |
| Bildstock                    | Bildstock                                         | Radheim, Ringstraße LageFlur: 2, Flurstück: 140      | | 1796                                       |            |

### Schlierbach
| Bild                                    | Bezeichnung                     | Lage                                                              | Beschreibung | Bauzeit                           | Objekt-Nr. |
| --------------------------------------- | ------------------------------- | ----------------------------------------------------------------- | --- | --------------------------------- | ---------- |
| Direkt Bild zu diesem Denkmal hochladen | Gesamtanlage Schlierbach        | Schlierbach                                                       | |                                   |            |
| Breuberger Straße 5                     | Bauernhaus mit Torbau           | Schlierbach, Breuberger Straße 5 LageFlur: 1, Flurstück: 186/1    | | 1779                              |            |
| Handpforte                              | Handpforte                      | Schlierbach, Breuberger Straße 18 Flur: 1, Flurstück: 66/2        | | 1756                              |            |
| Ehemalige Obermühle                     | Ehemalige Obermühle             | Schlierbach, Breuberger Straße 21 LageFlur: 1, Flurstück: 162     | | Um 1800                           |            |
| Altes Rathaus                           | Rathaus                         | Schlierbach, Kleestädter Straße 2 LageFlur: 1, Flurstück: 190     | | 1804                              |            |
| Ehemalige Untermühle                    | Ehemalige Untermühle, Haupthaus | Schlierbach, Neue Straße 24 LageFlur: 1, Flurstück: 3/4           | Das Haupthaus ist ein zweigeschossiger Bau mit massivem Erdgeschoss und Fachwerkobergeschoss, mit großem Satteldach mit Halbwalm. Daneben steht eine Scheune aus Bruchstein und ein langgestrecktes Stall-Scheunen-Gebäude. | Um 1800                           |            |
| Schaafheimer Straße 6                   | Fachwerkhaus mit Torbau         | Schlierbach, Schaafheimer Straße 6 LageFlur: 1, Flurstück: 56/1   | | Ende 18. Jahrhundert              |            |
| Schaafheimer Straße 22                  | Bauernhaus                      | Schlierbach, Schaafheimer Straße 22 LageFlur: 1, Flurstück: 24    | | 2. Hälfte 18. Jahrhundert         |            |
| Alte Schule                             | Schule                          | Schlierbach, Schaafheimer Straße 35 LageFlur: 1, Flurstück: 135   | | 1902                              |            |
| Steinkreuz                              | Steinkreuz                      | Schlierbach, außerhalb der Ortslage LageFlur: 4, Flurstück: 117/1 | Eine (nicht gesicherte) überlieferte Geschichte besagt, dass an dieser Böschung im 30-jährigen Krieg ein Reiter vom Pferd fiel und starb.                                                                                   | mutmaßlich zwischen 1618 und 1648 |            |

## Abgegangene Kulturdenkmäler
| Bild                                    | Bezeichnung     | Lage                                                                            | Beschreibung | Bauzeit             | Objekt-Nr. |
| --------------------------------------- | --------------- | ------------------------------------------------------------------------------- | --- | ------------------- | ---------- |
| Direkt Bild zu diesem Denkmal hochladen | Bauernhaus      | Radheim, Ringstraße 1, vormals Klein-Umstädter Straße 1 Flur: 1, Flurstück: 151 | |                     |            |
| Zustand der Ruhbank 1997                | Sogenannte Ruhe | Schaafheim, außerhalb LageFlur: 21, Flurstück: 193                              | Vorrichtung zum Abstellen von Lasten zum Ausruhen auf dem Weg vom Feld zum Ort. Im Januar 2017 durch Unwissenheit und unsachgemäße Baumfällung zerstört. Herausgerissene Reste konnten auf einer Schutthalde sichergestellt werden. | 16.–19. Jahrhundert |            |